# Filippa Bergand
Filippa Bergand, född 11 mars 1999, är en svensk bordtennisspelare.

## Karriär
Bergand har bland annat vunnit tre SM-guld i lag. Hon har även ett  SM-guld i dubbel, ett SM-guld i mixeddubbel, och ett SM-silver singel.
Hon tävlade i lag under OS i Paris 2024. Första gången som Sverige ställde upp med ett damlag.